# 진해 나들목
진해 나들목(Jinhae IC)은 경상남도 창원시 진해구 소사동에 설치된 남해고속도로제3지선의 1번 나들목이다. 2018년 1월 6일에 개통되었다. 창원 방향 진출과 김해 방향 진입만 가능하다.

## 연혁
- 2012년 4월 19일 : 부산항신항 제2배후도로 건설로 나들목 신설을 위해 창원시 도시계획시설 교통광장에 진해구 소사동 일원을 진해 나들목으로 고시[1]
- 2015년 12월 2일 : 죽항마을 구간 나들목 램프 선형 변경을 위해 경상남도 창원시 진해구 남문동 ~ 김해시 진례면 산본리 15.26km 구간 도로구역 변경[2]
- 2018년 1월 6일 : 진해산업로 개통과 함께 영업 개시[3]

## 구조물 정보
- 위치: 경상남도 창원시 진해구 소사동, 대장동
- 영업소: 경상남도 창원시 진해구 대장로163번길 21-7
- 부산신항제2배후도로 본사: 경상남도 창원시 진해구 대장로163번길 21-7

## 접속하는 도로
- 진해산업로

## 진해 요금소
진해 요금소(鎭海料金所, Jinhae TG)는 경상남도 창원시 진해구 대장로163번길 21-7(소사동)에 위치한 남해고속도로제3지선 본선 상의 요금소이다. 진해 나들목과 일체형을 이루고 있으며, 2018년 1월 6일에 진해 나들목이 개통되면서 본선 요금소 역할 뿐만 아니라 진해 나들목의 진출입 전용 요금소 역할도 병행한다. 이 때 요금소의 가장 바깥 차로를 이용한다. 2017년 1월 13일 남해고속도로제3지선이 개통하면서 영업을 개시했다. 관리는 부산신항제2배후도로 진해영업소에서 하고 있으며, 부산신항제2배후도로 본사 또한 이 곳에 위치하고 있다.

### 연혁
- 2017년 1월 13일 : 남해고속도로제3지선(부산항신항고속도로) 개통과 함께 영업 개시[4]

## 교통량 정보
진해 요금소 기준이다. '진해본선'은 본선 이용 차랑, '진해'는 진해 나들목 진출입 차량의 수이다.
| 요금소            | 통행량 (대/일) | 통행량 (대/일) | 통행량 (대/일) | 각주  |
| 요금소            | 2017년         | 2018년         | 2019년         | 각주  |
| ----------------- | -------------- | -------------- | -------------- | ----- |
| 진해본선 (폐쇄식) | 3,399          | 2,643          | 2,665          | [ 5 ] |
| 진해 (폐쇄식)     | 미개통         | 3,820          | 5,394          | [ 5 ] |